# Бредішор
Бредішор (рум. Brădișor) — село у повіті Вилча в Румунії. Входить до складу комуни Беріслевешть.
Село розташоване на відстані 160 км на північний захід від Бухареста, 18 км на північ від Римніку-Вилчі, 115 км на північний схід від Крайови, 101 км на південний захід від Брашова.

## Населення
За даними перепису населення 2002 року у селі проживали 58 осіб, усі — румуни. Усі жителі села рідною мовою назвали румунську.